# Percepción visual en la mente
La frase "visualización mental" se refiere a la habilidad humana de "ver" cosas con la mente.

## Bases físicas
Los fundamentos biológicos de la visualización mental no son aún comprendidos en su totalidad. Estudios realizados usando fMRI han mostrado que el área V1 de la corteza visual son activados durante las tareas de imaginaria mental. Ratey escribe:
El campo de visión no tiene un solo sentido. Las áreas superiores del cerebro también pueden enviar una señal visual de regreso a las neuronas de áreas inferiores de la corteza visual. [...] Como humanos, tenemos la habilidad de ver con nuestra mente – de tener una experiencia perceptual en la ausencia de una imagen visual. Por ejemplo, estudios PET han mostrado que cuando los individuos imaginan estar frente a la puerta de su casa empezando a caminar ya sea a la izquierda o a la derecha, la actividad cerebral inicia en la corteza de asociación visual, la corteza parietal, y la corteza prefrontal - todos importantes centros de procesamiento cognitivo del cerebro.
Los principios biológicos de la visualización mental se encuentran en las zonas más profundas del cerebro, debajo del neocortex, donde el centro de percepción está localizado. El tálamo, en comparación con otras partes del cerebro, es indispensable, puesto que procesa todo tipo de información perceptual relacionada con zonas superiores e inferiores del cerebro. Una lesión en el tálamo puede producir un daño permanente en la percepción del individuo; sin embargo cuando el daño es causado sobre la corteza cerebral, el cerebro induce la neuroplasticidad para corregir cualquier distorsión en la percepción. El neocortex puede considerarse una sofisticada bóveda de almacenaje en la cual la información recibida como señal de los sistemas sensoriales es compartimentalizada vía la corteza cerebral. Esencialmente, esto permitiría identificar las imágenes claramente, aunque como consecuencia de la falta de selección de señales producidas internamente, el individuo puede alucinar (un error en la selección de un segmento de información sensorial de la corteza cerebral puede resultar en que el individuo vea, sienta, escuche o experimente algo que es inconsistente con la realidad) y ver algo que no es captado como una señal externa sino como una interna.   
No todas las personas tienen la misma capacidad interna de percepción. Muchas personas cuando tienen los ojos cerrados, tienen una percepción de oscuridad. En cambio, otras personas son capaces de percibir una imaginaria dinámica y colorida. El uso de medicamentos alucinógenos incrementa la capacidad del individuo de tener una percepción visual, auditiva o de otros sentidos conscientemente. El artículo de imaginaria mental profundiza en este tema.
Así mismo, la glándula pineal es un candidato hipotético para producir la visualización mental; Rick Strassman y otros han postulado que durante experiencias cercanas a la muerte y mientras se sueña, es posible que la glándula secrete un químico alucinógeno llamado N,N-Dimethyltryptamine (DMT) con el fin de producir visiones internas cuando el sensor externo de información no está en funcionamiento. Sin embargo, esta hipótesis aún no ha sido totalmente comprobada con evidencia neuroquímica y un mecanismo plausible de la producción de DMT. 
La condición hipotética en la cual una persona no cuenta con una visualización mental es llamada afantasía. Este término fue sugerido por primera vez en un estudio en 2015.

## Filosofía
El uso de la frase visualización mental no implica que hay un lugar único o específico en el cual ocurre la conciencia visual. Filósofos como Daniel Dennett han criticado esta propuesta. Sin embargo, otros como  Johnjoe McFadden de la Universidad de Surrey en Reino Unido y la neurobióloga Susan Pockett de Nueva Zelanda, proponen que el campo electromagnético del cerebro tiene conciencia propia, causando así la percepción de una localización única donde ocurre la conciencia visual.